# داني بورغس
داني بورغس (بالإنجليزية: Danny Burgess)‏ هو سياسي أمريكي، ولد في 1 يونيو 1986 في الولايات المتحدة. حزبياً، نشط في الحزب الجمهوري. وقد انتخب عضو مجلس نواب فلوريدا.